# Quercus seemannii
Espèce
Synonymes
- Quercus boquetensis Standl.[1]
- Quercus citrifolia Liebm.[1]
- Quercus eugeniifolia Liebm.[1]
- Quercus flagellifera Trel.[1]
- Quercus granulata Liebm.[1]
- Quercus petiolata (Trel.) A.E.Murray[1]
- Quercus salicifolia var. seemannii (Liebm.) Wenz.[1]

Quercus seemannii est une espèce de chênes du sous-genre Quercus et de la section Lobatae. L'espèce est présente au Mexique, au Guatemala, au Salvador, au Costa Rica, au Nicaragua et au Panamá.

## Liste des sous-espèces
Selon Tropicos (11 janvier 2020) :
- Quercus seemannii subsp. guielmitreleasei (C.H. Mull.) A.E. Murray
- Quercus seemannii subsp. gulielmitreleasei (C.H. Mull.) A.E. Murray
- Quercus seemannii subsp. rapurahuensis (Pittier ex Seemen) A.E. Murray
- Quercus seemannii subsp. tonduzii (Seemen) A.E. Murray

## Liste des variétés
Selon Tropicos (11 janvier 2020) :
- Quercus seemannii var. gulielmi-treleasei (C.H. Mull.) A.E. Murray
- Quercus seemannii var. rapurahuensis (Pittier ex Seemen) A.E. Murray
- Quercus seemannii var. tonduzii (Seemen) A.E. Murray